# Амбиция
Амбицията е вътрешен стремеж и силна мотивация за постигане на определени цели, често свързани с кариера, личностно развитие, социален статус или успех в дадена област. Тя може да бъде както позитивна сила, която насърчава упоритост, труд и иновации, така и прекомерна, ако води до безскрупулност или нездравословен натиск.
Амбициозните хора обикновено са целеустремени, дисциплинирани и готови да преодоляват предизвикателства, за да реализират своите мечти. 
Но когато амбицията не е подкрепена от действителни възможности, тя е причина за разочарования.